# Luis Buñuel
Pour les articles homonymes, voir Buñuel.
Buñuel  Portolés est un nom espagnol. Le premier nom de famille, en général paternel, est Buñuel ; le second, en général maternel, souvent omis, est Portolés.
Luis Buñuel Portolés (/ˈlwiz βuˈɲwel/), né le 22 février 1900 à Calanda (Aragon, Espagne) et mort le 29 juillet 1983 à Mexico, est un réalisateur, scénariste et acteur espagnol naturalisé mexicain.
Buñuel se fait connaître, dans les dernières années du cinéma muet, comme metteur en scène surréaliste d’avant-garde, travaillant aux côtés de Salvador Dalí et du groupe surréaliste parisien autour d’André Breton ; sa création la plus marquante de cette époque est le court métrage Un chien andalou de 1929, qui fait scandale. Il tourne ensuite, après une interruption de quinze ans, des films dans quasiment tous les genres cinématographiques — film expérimental, documentaire, mélodrame, satire, comédie musicale, comédie, film romantique et historique, fantastique, policier, film d’aventures, et même western — composant une œuvre insaisissable, inégale, réfractaire à toute récupération idéologique, d’un caractère souvent iconoclaste et subversif, mais où la dénonciation d’une bourgeoisie figée et hypocrite constitue l’un de ses thèmes de prédilection, ce qu’illustrent en particulier L'Ange exterminateur (1962), Belle de jour (1967) et Le Charme discret de la bourgeoisie (1972).

Ainsi que le note l'écrivain Jean Collet : 

« Buñuel est le peintre des contrastes violents, de l’ombre et de la lumière, de la nuit et du jour, du rêve et de la lucidité. Entre ces extrêmes, il cherche la plus grande tension. Il filme les fantasmes avec la caméra la plus terre-à-terre. Il est matérialiste quand il parle de Dieu, exalté, révolté quand il parle de la société des hommes. »

En raison de ses convictions politiques et des obstacles imposés à sa création par la censure franquiste, il a préféré s’exiler et a tourné la majeure partie de son œuvre en France et au Mexique — dont il a pris la nationalité en 1951.
Buñuel est considéré comme l’un des réalisateurs les plus importants et les plus originaux de l'histoire du cinéma.

## Biographie

### Enfance

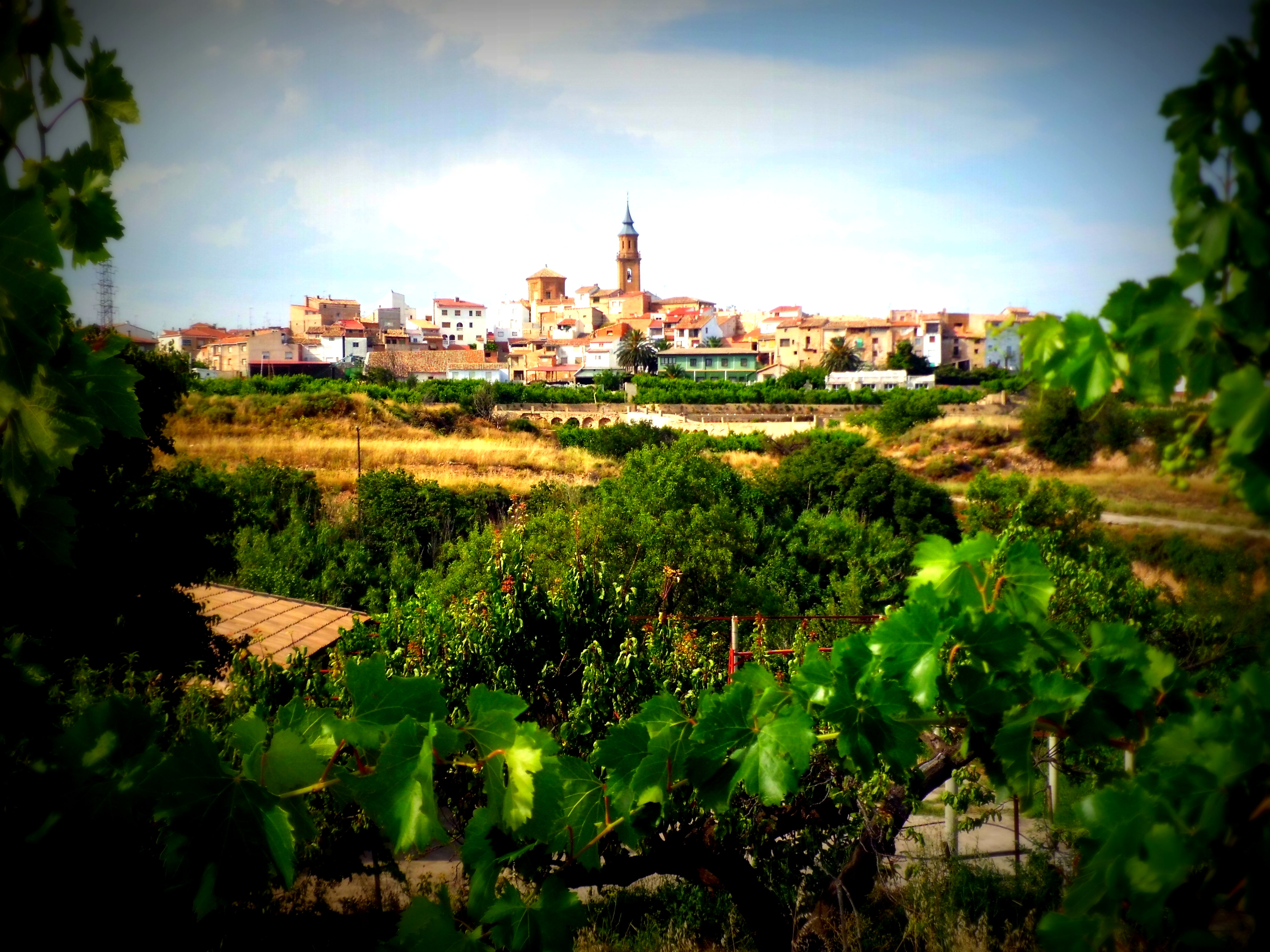
Calanda.

Luis Buñuel Portolés [ˈlwiz βuˈɲwel poɾtoˈles] naît à Calanda, ville d'Aragon dans laquelle il séjourne peu de temps puisque sa famille déménage à Saragosse peu après sa naissance. Il reste cependant très attaché à son village natal, et y retourne par la suite régulièrement. Le relief rocailleux, les environs désertiques et le caractère rugueux des habitants de la région marquent durablement le futur artiste. Le court métrage Un chien andalou dénote ostensiblement cette influence.
Buñuel étudie chez les jésuites jusqu'à l'âge de 15 ans et reçoit une formation répressive qui le marque. Mais il note également : « Les deux sentiments essentiels de mon enfance, qui perdurèrent avec force pendant l’adolescence, furent ceux d’un profond érotisme, tout d’abord sublimé dans une forte religiosité, et une constante conscience de la mort. » (Autobiografía, 1939).

Il regrette toute sa vie de n'avoir pu jouer de la musique (il jouait du violon) en raison de sa surdité. Établissant un lien entre son passé et le présent, il résume : 

« J’ai eu la chance de passer mon enfance au Moyen Âge, cette époque “douloureuse et exquise”, comme l’écrivait Huysmans. Douloureuse dans sa vie matérielle. Exquise dans sa vie spirituelle. Juste le contraire d’aujourd’hui. »

— Mon dernier soupir, 1982

### Jeunesse
À 19 ans, il part vivre à Madrid et y commence des études supérieures. Il rencontre Salvador Dalí et Federico García Lorca puis apporte son soutien au mouvement dadaïste. En 1919, il rencontre à Saint-Sébastien l'écrivaine Concha Méndez, avec qui il se fiance et établit une relation de sept ans. En 1923, il fonde avec Francisco et Federico García Lorca, entre autres, l'ordre de Tolède.
En 1925, il vient à Paris. Il se fait embaucher comme assistant réalisateur de Jean Epstein, sur le tournage de Mauprat en 1926 puis, deux ans plus tard, de La Chute de la maison Usher.

### Surréalisme
Du Chien andalou à Cet obscur objet du désir, Luis Buñuel construit une œuvre profondément marquée par le surréalisme. Ses films en portent pratiquement tous, à des degrés divers, la marque que ce soit dans la forme ou le discours. Buñuel remet en effet en cause, dans la quasi-totalité de ses réalisations, la continuité du récit et la lisibilité de la mise en espace. La temporalité et le rythme sont fragmentés. Se développe également un jeu stylistique sur le retournement, l'inversion et le mélange des contraires (notamment le trivial et le sublime). La réalité, le rêve, le quotidien, le fantasme, l'univers familier et l'hallucinatoire sont mis sur le même plan. Le cinéaste surréaliste est donc celui qui « aura détruit la représentation conventionnelle de la nature […], ébranlé l'optimisme bourgeois et obligé le spectateur à douter de la pérennité de l'ordre existant. »
Émile Malespine fait connaître son œuvre à Lyon, en France, au Théâtre du Donjon.

### Premiers films

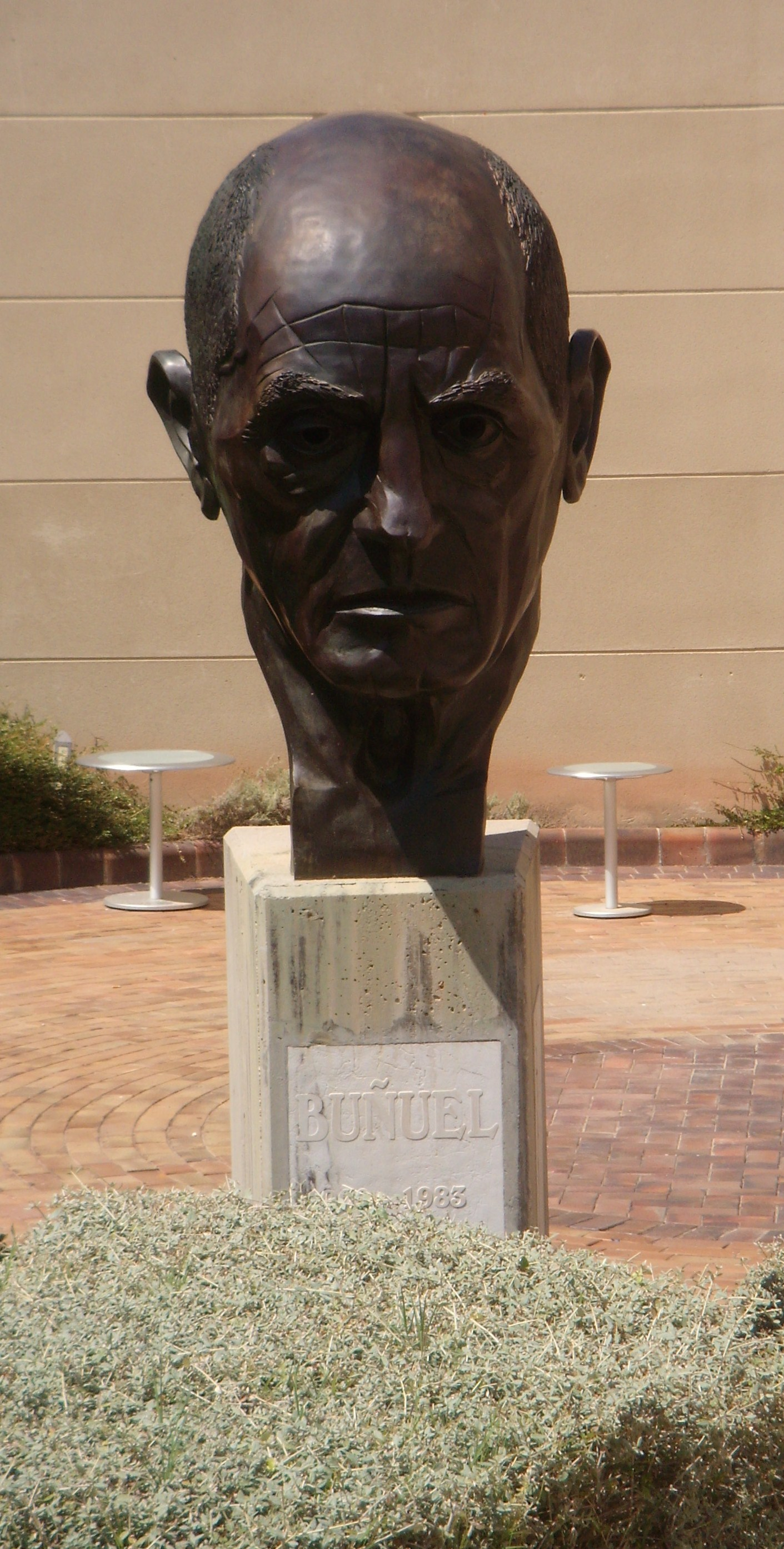
Tête de Luis Buñuel, par le sculpteur Iñaki, au Centre Buñuel à Calanda.

En 1928, avec l'aide matérielle de sa mère, Luis Buñuel tourne son premier film Un chien andalou, un court métrage muet d'une vingtaine de minutes dont il écrit le scénario avec Salvador Dalí. Le film, qui n'obéit pas à une logique narrative traditionnelle, contient des scènes restées célèbres, comme celle montrant une lame de rasoir tranchant un œil ou la finale dans laquelle des amants meurent dans le sable fin. Dans un premier temps, ce film est projeté en privé pour Man Ray et Louis Aragon. Très enthousiastes, ces derniers demandent à Buñuel d'organiser une séance pour les surréalistes.
Buñuel réalise ensuite L'Âge d'or, une fois encore scénarisé avec Dali et produit cette fois par le mécène Charles de Noailles. L'Âge d'or est décrit par José Pierre comme « peut-être l'unique film intentionnellement surréaliste ». Par son contenu délibérément provoquant, il ne tarde pas à provoquer de vives réactions.
Le 30 novembre 1930, après la première projection du film, la censure exige des coupes. Quelques jours après, la Ligue des patriotes et la Ligue anti-juive saccagent la salle de cinéma Studio 28 à Montmartre, dans le 18e arrondissement de Paris, qui projette le film et propose dans son hall une exposition d'œuvres surréalistes. Ce saccage est le point de départ d'une virulente campagne de presse contre les surréalistes, et le préfet de police Chiappe fait saisir le film. En réalité, seule la copie de projection est confisquée puis détruite car le négatif reste en possession de Charles et de Marie-Laure de Noailles, les mécènes du film. L'interdiction de projection n'est finalement levée qu'en 1980.
Buñuel s'éloigne du surréalisme et change de registre pour son film suivant, Terre sans pain, un moyen-métrage documentaire décrivant les conditions de vie misérables prévalant dans une région de l'Espagne, Les Hurdes. Le film est interdit par le gouvernement espagnol de 1933-1935.

### États-Unis
Entre 1933 et 1935, Buñuel travaille en Espagne pour des compagnies américaines. La guerre civile qui éclate en Espagne le bouleverse. Il participe à un documentaire pro-républicain Madrid 36 puis se rend aux États-Unis. Il se consacre à la démonstration de l'efficacité et du danger des films de propagande nazis (il utilise en particulier un film de Leni Riefenstahl).
Il ne cache pas son anticatholicisme et son marxisme et subit des pressions, notamment après la parution, en 1942, du livre de Salvador Dalí La Vie secrète de Salvador Dali où il est décrit comme seul responsable des aspects les plus controversés de L'Âge d'or. Il doit abandonner son poste au Museum of Modern Art de New York et s'exiler au Mexique.

### Mexique
Il y reprend sa carrière de réalisateur, grâce au producteur Oscar Dancigers. Son premier film mexicain, la comédie musicale Gran Casino (1947), est un échec. Le second, une petite comédie avec Fernando Soler, Le Grand Noceur (1949), remporte un réel succès. Elle lui vaut aussi la réputation d'un cinéaste fiable, capable de respecter ses budgets. Dancigers lui suggère ensuite de s'intéresser à la vie des enfants pauvres de Mexico. Il en résulte Los Olvidados, littéralement Les Oubliés, un drame social assez dur dans lequel l'influence du néo-réalisme italien côtoie certaines touches surréalistes. Le film est présenté au Festival de Cannes 1951 et y remporte le prix de la mise en scène, remettant Buñuel au premier plan.
Toujours pour Dancigers, Buñuel signe également des adaptations de romans classiques comme Les Aventures de Robinson Crusoé d'après le livre de Daniel Defoe ou Les Hauts de Hurlevent d'après l'œuvre d'Emily Brontë, tourné sous le titre Abismos de Pasión. Parmi les autres films notables de cette période, on peut citer Tourments, étude d'un cas de jalousie maladive, et La Vie criminelle d'Archibald de la Cruz, comédie macabre sur un tueur en série ; deux films qui multiplient les références au marquis de Sade, à la religion et à la bourgeoisie. Nazarín (1958) marque l'apogée de sa période mexicaine.

### Retour en Europe

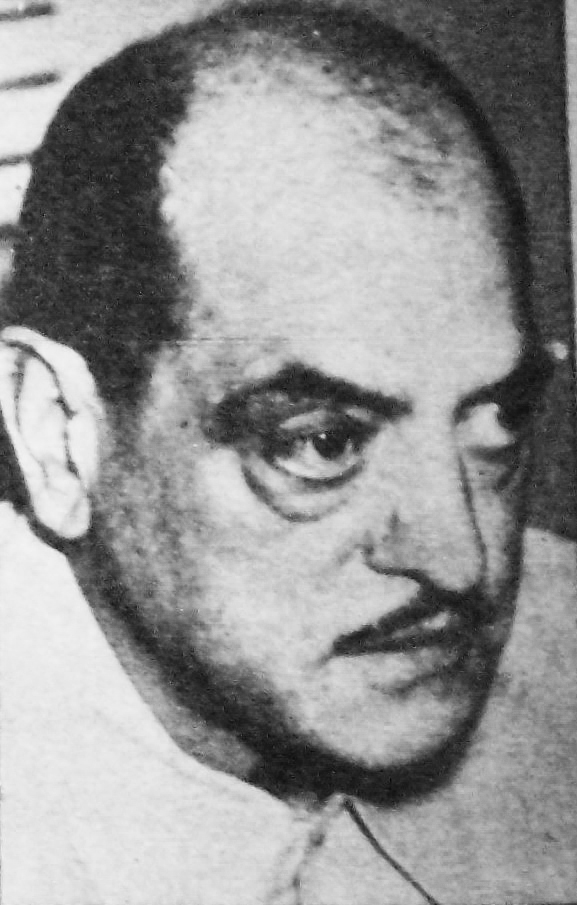
Luis Buñuel en 1968.

Buñuel se voit proposer un tournage en Europe : il s'agit de Viridiana, qui obtient la Palme d'or au festival de Cannes 1961, mais provoque d'importants remous politiques, diplomatiques et religieux, notamment pour la représentation finale, parodiant la Cène, d'indigents qui s'emparent de la demeure de propriétaires terriens et se livrent à une orgie. Le régime de Franco, qui avait permis le tournage du film et accepté qu'il représente officiellement l'Espagne à Cannes, finit par l'interdire complètement. Les copies espagnoles sont saisies et détruites mais le film est distribué normalement en France. Le film n'est ensuite distribué en Espagne qu'en 1977, deux ans après la mort du caudillo.
Suivent L'Ange exterminateur, tourné au Mexique, et Le Journal d'une femme de chambre, adaptation du célèbre roman d'Octave Mirbeau et premier film tourné en France par Buñuel depuis L'Âge d'or. En choisissant de repousser de trente ans l'action du roman de Mirbeau, Luis Buñuel s'offre une belle vengeance sur ceux qui bâillonnèrent ses débuts dans les années 1930 : dans la dernière séquence du film, des manifestants d'extrême droite scandent effectivement « Vive Chiappe ! » et « Mort aux Juifs ! ».
Après cette adaptation, Buñuel signe son dernier film mexicain, le surprenant Simon du désert. Il vient alors régulièrement tourner en France, en particulier des projets développés en compagnie du scénariste Jean-Claude Carrière. Leur collaboration dure dix-neuf ans et ne s'interrompt qu'à la mort du cinéaste. Ses films sont toujours aussi puissants et en lutte contre la classe bourgeoise dominante : La Voie lactée, Belle de jour (un des plus gros succès commerciaux de la carrière de Buñuel) et Le Charme discret de la bourgeoisie, récompensé par l'Oscar du meilleur film étranger en 1973. Il tourne Tristana en Espagne, à Tolède, malgré l'incident provoqué par Viridiana.
Buñuel choisit d'arrêter sa carrière de réalisateur, en 1976, avec Cet obscur objet du désir.

### Vie privée
Le 23 juin 1934, Luis Buñuel épouse Jeanne Rucar à la mairie du 20e arrondissement de Paris. Ils vivent ensemble près de cinquante ans, jusqu'à la mort du cinéaste.
Il est le père de Juan Luis Buñuel, réalisateur, et de Rafael Buñuel ; il est ainsi le grand-père du journaliste et réalisateur Diego Buñuel et l'ex-beau-père de la réalisatrice Joyce Buñuel.

### Mort
Luis Buñuel meurt le 29 juillet 1983 à Mexico, à l'âge de 83 ans.
Incinéré, ses cendres sont dispersées quatorze ans après sa mort sur le mont Tolocha (es), en Espagne.

## Filmographie

### Assistant réalisateur
- 1926 : Mauprat de Jean Epstein
- 1926 : Carmen de Jacques Feyder - second assistant
- 1927 : La Sirène des tropiques de Mario Nalpas et Henri Étiévant
- 1928 : La Chute de la maison Usher de Jean Epstein

### Réalisateur
- 1929 : Un chien andalou (court métrage)
- 1930 : L'Âge d'or
- 1933 : Terre sans pain (Las Hurdes, tierra sin pan) (court métrage)
- 1936 : ¿Quién me quiere a mí? (es), coréalisé avec José Luis Sáenz de Heredia + producteur délégué
- 1936 : Sentinelle, alerte ! (¡Centinela, alerta!), coréalisé avec Jean Grémillon + producteur délégué
- 1937 : Le Souvenir - Espagne 36 (España leal en armas) (moyen métrage), coréalisé avec Jean-Paul Le Chanois
- 1947 : Le Grand Casino (Gran Casino)
- 1949 : Le Grand Noceur (El gran Calavera)
- 1950 : Los olvidados (Les Réprouvés / Pitié pour eux)
- 1951 : Susana la perverse (Susana, demonio y carne)
- 1951 : Don Quintin l'amer (La hija del engaño) 2e adaptation par Buñuel de la pièce de Carlos Arniches.
- 1952 : Une femme sans amour (Una mujer sin amor / Cuando los hijos nos juzgan)
- 1952 : La Montée au ciel (Subida al cielo)
- 1953 : L'Enjôleuse (El bruto)
- 1953 : Tourments (Él)
- 1954 : Les Aventures de Robinson Crusoé (Robinson Crusoe)
- 1954 : On a volé un tram (La ilusión viaja en tranvía)
- 1954 : Les Hauts de Hurlevent (Abismos de pasión)
- 1955 : Le Fleuve de la mort (El río y la muerte)
- 1955 : La Vie criminelle d'Archibald de la Cruz (Ensayo de un crimen)
- 1956 : Cela s'appelle l'aurore
- 1956 : La Mort en ce jardin (La muerte en este jardín)
- 1959 : Nazarín
- 1959 : La fièvre monte à El Pao (Los ambiciosos)
- 1960 : La Jeune Fille (La joven)
- 1961 : Viridiana
- 1962 : L'Ange exterminateur (El ángel exterminador)
- 1964 : Le Journal d'une femme de chambre, d'après le roman éponyme d'Octave Mirbeau
- 1965 : Simon du désert (Simón del desierto) (moyen métrage)
- 1967 : Belle de jour
- 1969 : La Voie lactée
- 1970 : Tristana
- 1972 : Le Charme discret de la bourgeoisie
- 1974 : Le Fantôme de la liberté
- 1977 : Cet obscur objet du désir

### Scénariste
Outre l'écriture ou la participation à l'écriture de tous les films qu'il a réalisés, Luis Buñuel a participé à l'écriture des films suivants :
- 1928 : La Chute de la maison Usher de Jean Epstein
- 1935 : 
  - Don Quintín el amargao de Luis Marquina
  - La Fille de Juan Simon de José Luis Sáenz de Heredia|, avec Pilar Muñoz et Carmen Amaya[13]
- 1951 : Si usted no puede, yo sí de Julián Soler
- 1972 : Le Moine d'Ado Kyrou

### Producteur
- 1935 : Don Quintín el amargao de Luis Marquina - producteur exécutif
- 1935 : La hija de Juan Simon de José Luis Sáenz de Heredia - producteur exécutif

### Monteur
- 1930 : L'Âge d'or

### Acteur
- 1926 : Mauprat - Un moine, un homme de garde
- 1926 : Carmen - Un contrebandier chez Lillas Pastia
- 1929 : Un chien andalou - L'homme au rasoir (non crédité)
- 1930 : L'Âge d'or (non crédité)
- 1935 : La hija de Juan Simón
- 1953 : Les Orgueilleux - Un trafiquant (non crédité)
- 1964 : La Charge des rebelles - El verdugo
- 1965 : En este pueblo no hay ladrones - Le curé
- 1967 : Belle de jour - L'homme dans le café (non crédité)
- 1969 : La Voie lactée (voix, non crédité)
- 1973 : La Chute d'un corps - Un invité (non crédité)
- 1974 : Le Fantôme de la liberté - Un condamné à mort (non crédité)

## Distinctions

### Récompenses
- 1951 : Prix de la mise en scène au 4e festival de Cannes pour Los Olvidados
- 1961 : Palme d'or au 14e festival de Cannes pour Viridiana
- 1965 : Grand prix du jury à la 26e Mostra de Venise pour Simon du désert
- 1967 : Lion d'or à la 28e Mostra de Venise pour Belle de jour
- 1973 : Oscar du meilleur film étranger pour Le Charme discret de la bourgeoisie

### Décoration
- 1981 : Médaille d'or du mérite des beaux-arts par le ministère de la Culture[14]

### Autre
- Nommé Satrape du Collège de 'Pataphysique[15].

## Publications
- Mon dernier soupir (autobiographie), coécrit avec Jean-Claude Carrière, Paris, Robert Laffont, 1982
- Goya, scénario de Buñuel, trad. de l'espagnol par Dorita Nouhaud, présenté par Marielle Issartel, Paris, édité par Jacques Damase, 1987
- Entretiens avec Max Aub, préface de Jean-Claude Carrière, Paris, Belfond, 1991
- Conversations avec Luis Buñuel, Tomas Perez Torrent et Jose de la Colina, Paris, Cahiers du cinéma, 1993 (première édition espagnole, 1986)
- Le Chien andalou et autres textes poétiques, traduit de l'espagnol par Jean-Marie Saint-Lu, préface de Philippe Lançon, édition bilingue, Paris, Gallimard, coll. « Poésie/Gallimard », 2022

### Filmographie sur Luis Buñuel
- Buñuel après l'âge d'or (Buñuel en el laberinto de las tortugas), 2018, film d'animation de Salvador Simo